# Храм Девы Марии Победоносной
Храм Девы Марии Победоносной и Святого Антония Падуанского (чеш. Kostel Panny Marie Vítězné a svatého Antonína Paduánského, нем. Kirche Maria vom Siege) — римско-католический храм (костёл) в пражском районе Мала Страна.
В 1584 году на месте, где сейчас стоит храм, была возведена часовня Святой Троицы. В храме было разрешено проводить богослужения после Белогорского сражения, когда Католическая лига разбила войско протестантов. В сентябре 1624 года церковь отдали в распоряжение ордена кармелитов (временно), а 3 июня 1784 указом Иосифа II храм был отдан кармелитам под их покровительство уже окончательно.
Папа римский Бенедикт XVI, посетивший храм 26 сентября 2009 года, провозгласил церковь и почитаемую в ней с XVI века статую Иисуса-младенца (дар Поликсены Лобковиц) первой станцией так называемой «апостольской дороги» в Чехии.

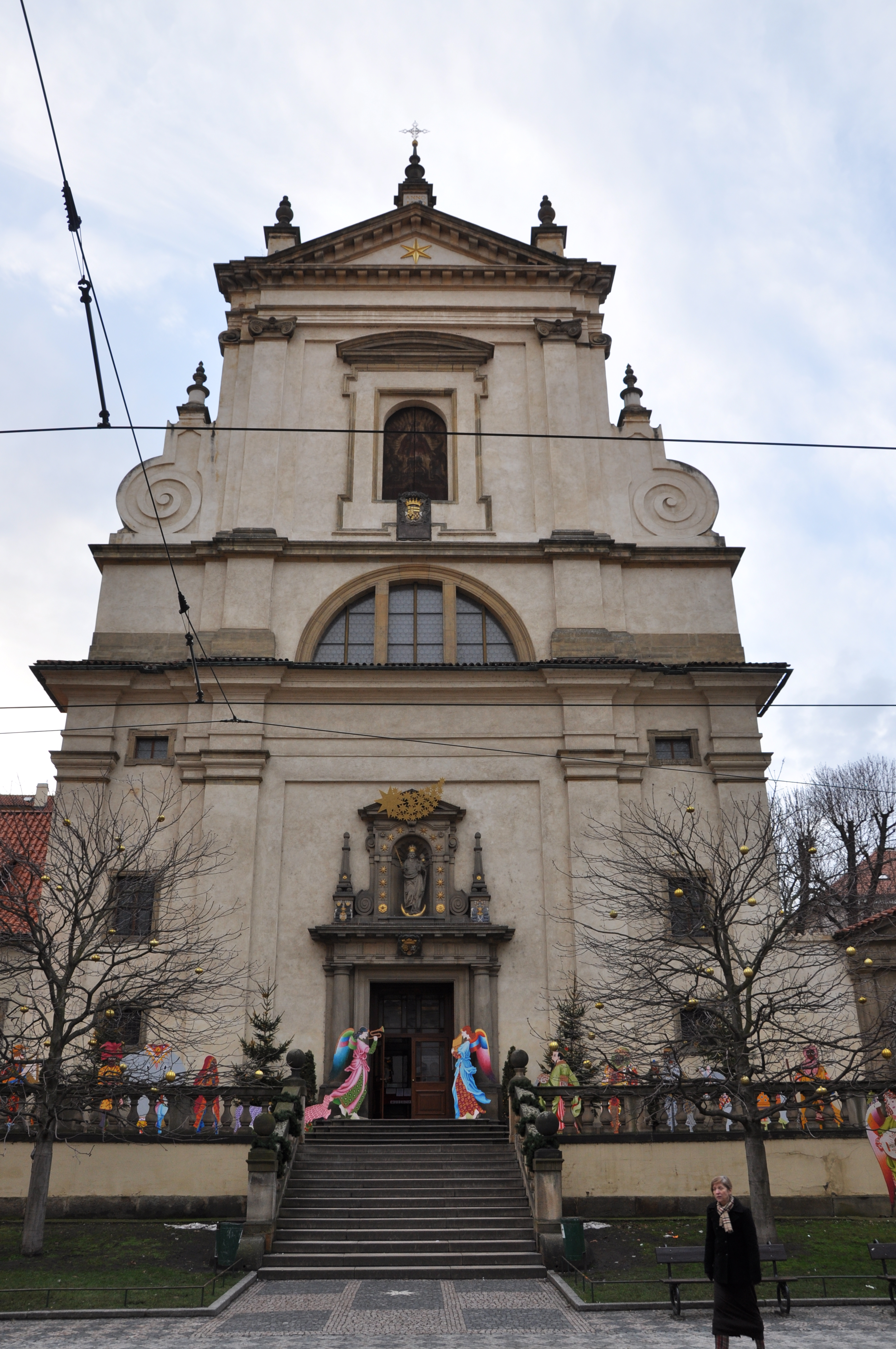
Вид с улицы Кармелитской
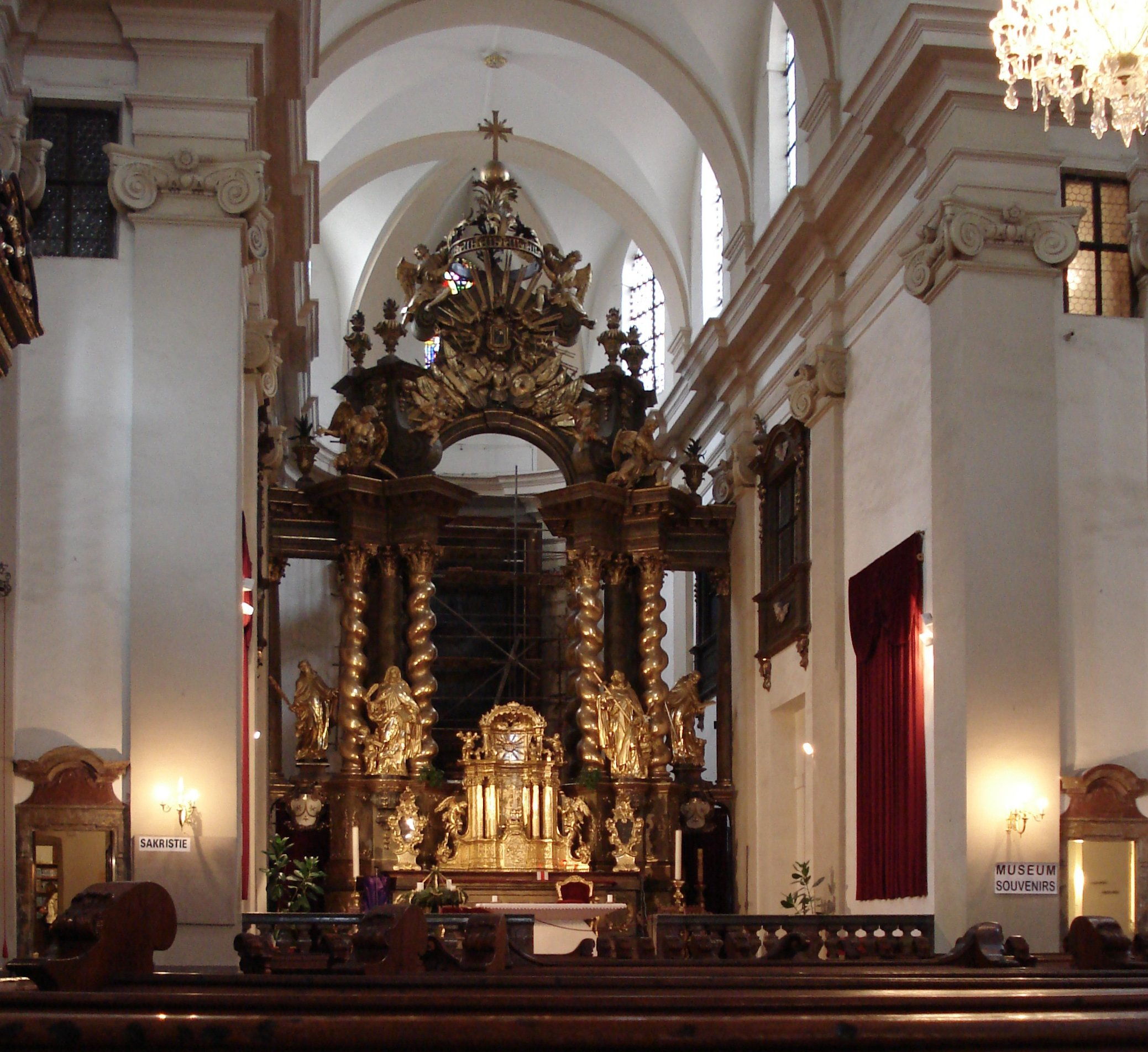
Алтарь